# 特色化選抜
特色化選抜（とくしょくかせんばつ）とは、公立高等学校入学試験における選抜方式のひとつ。都道府県によって趣旨は様々であり、特色化選抜そのものが存在しない都道府県も多くある。入試内容も、副教科の実技を一般科目(五教科)に追加するものから入試科目自体が特殊なものまで多種多様である。
ここではかつて岐阜県で行われた特色化選抜を中心に記述しているが、岐阜県では2012(平成24)年度の実施をもって廃止されている。

## 概要
従来の入学試験方式に追加する形で2002年より導入された。2月の中旬に実施される。なお、従来の選抜方式は「一般選抜」と呼ばれ区別される。
検査の概要及び選抜に当たっての各高等学校がしめす「求める生徒像」は7月末日までに県教育委員会において発表される。また各高等学校の検査内容、実施期日、実施方法については、10月末日までにそれぞれの高等学校のホームページ上に掲載される。
高等学校により調査書：学力検査の重視率は様々で、進学校ほど3：7、4：6といったように学力検査結果が重視される傾向にある。
かつてはそれぞれの学校が独自に制作し、「学校独自問題」と呼ばれていたが、2007年度より、県内で問題が統一された。学校独自問題では、理科や数学の問題が全文英語で出題されるなどレベルが高かった。
募集人員
特色化選抜の定員は、入学定員の最大50％の範囲で各高等学校長により定められている。
2008年度特色化選抜までは、普通科は入学定員の最大20％の範囲までと定められていたが、2009年度特色化選抜から上記のようになった。
選抜検査
高等学校により検査内容は様々であり、「特色化選抜学力検査」、「小論文」、「面接」、「実技検査」、「自己表現」などがあり、各高等学校の校長が決めた検査を受けなければならない。特色化選抜学力検査は、県教育委員会が作成した検査問題「検査A（国語、英語、社会）」、「検査B（英語、数学、理科）」の両方もしくは一方が実施される。以前は各高校において独自の問題を作成していたが、現在は県教育委員会において問題を作成している。また高校により傾斜配点が実施されており、各教科の得点に2倍を限度に傾斜をかけられている。ただし2009年度特色化選抜から、各高等学校長は、特色化選抜学力検査を実施する場合、「面接」、「小論文」、「実技検査」、「自己表現」のうち、いずれか１つ以上の検査を組み合わせて実施することとなった。

### 実施・合格発表日（岐阜県）
2009年（平成21年）度の岐阜県の特色化選抜の実施、合格発表は以下の日にちに行われた。
- 実施：2010年2月9日（高校によっては前述日に加え、2010年2月10日との2日間に分けて検査を実施するところもある。）
- 合格発表：2010年2月17日　午前10時に各高校に合格者の受検番号を掲示するとともに、午前10時以降正午までに各高校のホームページ上に合格者の受検番号を掲載。また、各中学校へ合格通知が郵送される。

2008年（平成20年）度の岐阜県の特色化選抜の実施、合格発表は以下の日にちに行われた。
- 実施：2009年2月12日（高校によっては前述日に加え、2009年2月13日との2日間に分けて検査を実施するところもある。）
- 合格発表：2009年2月19日　午前10時に各高校に合格者の受検番号を掲示するとともに、午前10時以降正午までに各高校のホームページ上に合格者の受検番号を掲載。また、各中学校へ合格通知が郵送される。